# Герберт Кеннет Ейрі Шоу
Герберт Кеннет Ейрі Шоу (англ. Herbert Kenneth Airy Shaw, 7 квітня 1902–1985) — британський біолог, ботанік.

## Біографія
Герберт Кеннет Ейрі Шоу народився в графстві Саффолк 7 квітня 1902 року. Він зробив значний внесок у ботаніку, описавши безліч видів насіннєвих рослин.
Герберт Кеннет Ейрі Шоу помер в 1985 році.

## Наукова діяльність
Герберт Кеннет Ейрі Шоу спеціалізувався на насіннєвих рослинах.

## Наукові роботи
- The Euphorbiaceae of New Guinea. 1980.